# Limnephilus pollux
Limnephilus pollux là một loài Trichoptera trong họ Limnephilidae. Chúng phân bố ở miền Tân bắc.